# 王焕玉
王焕玉（1954年12月29日—2018年11月4日），男，河北文安人，中国粒子天体物理学和空间探测领域专家，中国科学院高能物理研究所原党委书记、副所长，研究员，硬X射线调制望远镜（HXMT）卫星地面应用系统总指挥、卫星系统副总指挥。

## 生平
1954年12月出生于河北省文安县。1978年9月，加入中国共产党。同年11月，毕业于中国科学技术大学近代物理系，获学士学位。2001年4月至2003年3月担任中国科学院高能物理研究所党委副书记、副所长、纪委书记。2003年3月至2014年10月担任高能物理研究所党委书记、副所长。以及中国科学院大学岗位教授，兼任中国科技大学教授、博士生导师，中国核仪器协会常务理事，中国空间科学学会常务理事、空间探测专业委员会副主任，中国电子学会核电子学与探测技术分会副秘书长等职务。 
2018年11月4日，王焕玉在合肥召开的“第二届射线成像新技术及应用研讨会”上突发心脏病，抢救无效离世，享年63岁。